# 善統親王
善統親王（よしむねしんのう、貞永2年（1233年） - 文保元年3月29日（1317年5月10日））は、鎌倉時代の皇族。順徳天皇の第6皇子。四辻宮初代。

## 経歴
順徳天皇が佐渡島に配流された後の天福元年（1233年）誕生であることから、佐渡で生まれたか、もしくは帰京した女房から生まれたと想定される。
祖母・修明門院のもとで成長してその養子となり、親王宣下を受けた。建長3年（1251年）に祖母から七条院領を相続した。その後、祖母の住まいであった一条万里小路にあった御所・四辻殿を相続したらしく、以後四辻宮と呼ばれるようになった。善統親王が七条院領および四辻殿を継承した背景には、親王の外祖父である藤原範光が修明門院の義兄であることや、修明門院領の所領には範光の姉で後鳥羽院の乳母であった藤原兼子（卿局）から譲られていた所領も含まれていたことが影響したと考えられている。もう一つの理由として、異母兄の忠成王が仁治三年の政変及び宮騒動において、後嵯峨天皇と皇位継承を争う対立者として鎌倉幕府から警戒の対象とされてしまったために彼やその子孫が将来の皇位継承や皇室領継承の前提と考えられていた親王宣下を受けることが絶望的になったことを指摘する見解もある。
弘安3年（1280年）・正応2年（1289年）5月の2回に亘って善統は七条院領を後宇多天皇に進献したが、この背景には共に修明門院の許で育ちながら遺領の継承を受けられなかった異母兄の忠成王とその後継者である三郎宮（彦仁王と推測される）が七条院領を含む修明門院領の継承に異論を挟んで訴訟になったことが背景にあったと考えられている。岩倉宮（忠成王父子）は持明院統から修明門院領の安堵を得ることに成功し、四辻宮（善統親王）はこれを阻止するために大覚寺統の後宇多天皇に進献して自領の保護を期待したとみられる。なお、この訴訟は鎌倉幕府にも持ち込まれているが、女院領の継承問題は天皇しか裁許できないとして訴訟を辞退するとした内容が記された連署の大仏宣時（陸奥守）名義の書状が残されている。また、領家との間でも訴訟を抱えていたと推定される文書も確認されている。その後、正和3年（1314年）7月に尊治親王（後の後醍醐天皇）から正応2年（1289年）に進献された17カ所を還付されており、訴訟問題がこの時期には終わっていたとみられる。
正応4年（1291年）5月に善統親王は出家し、以後は四辻入道親王と称される。
文保元年（1317年）3月29日薨去。享年85。

## 系譜
- 父：順徳天皇
- 母：藤原範光の娘（督典侍）
- 生母不詳の子女
  - 男子：尊雅王
  - 男子：深恵
  - 男子：行助
  - 男子：仁昭